# David Abercrombie
David Abercrombie, född 1909, död 1992, var en brittisk fonetiker.
Abercrombie var verksam som lärare bland annat i Paris och Kairo 1934–1945, och var professor i Edinburgh 1964–1980. 
Han utgav bland annat Elements of General phonetics (1967).